# Handball-FDGB-Pokal 1983/84
Der Handball-FDGB-Pokal der Herren wurde mit der Saison 1983/84 zum 14. Mal ausgetragen. Nach dem Gewinn der Meisterschaft sicherte sich der SC Magdeburg beim Endrunden-Turnier in Rostock ungeschlagen seinen dritten Titel nach 1977 und 1978.

## Teilnehmende Mannschaften
Für den FDGB-Pokal hatten sich folgende 50 Mannschaften qualifiziert:
| DDR-Oberliga die 10 Vereine der Saison 1983/84 | DDR-Liga die 24 Vereine der Saison 1983/84 | Bezirkspokalvertreter die 16 Vereine aus der Saison 1982/83 |
| - SC Magdeburg - ASK Vorwärts Frankfurt/O. (TV) - SC Leipzig - SC Dynamo Berlin - SC Empor Rostock - BSG Post Schwerin - BSG Wismut Aue - BSG Motor Eisenach - BSG ZAB Dessau - SG Dynamo Halle-Neustadt (TV) – Titelverteidiger | Staffel Nord - BSG Chemie Piesteritz - ASK Vorwärts Frankfurt/O. II - SG Stahl Brandenburg/Kirchmöser - BSG Chemie Premnitz - SG Lok/Motor Süd-Ost Magdeburg - SC Dynamo Berlin II - BSG Stahl Eisenhüttenstadt - SC Empor Rostock II - BSG Motor Hennigsdorf - BSG EAW Treptow - BSG Motor Stralsund - SG Dynamo „Kurt Fischer“ Berlin Staffel Süd - SG Dynamo Suhl-Mitte - ASG Offiziershochschule Löbau - SC Magdeburg II - BSG Lokomotive RAW Cottbus - BSG Einheit Halle-Neustadt - SC Leipzig II - SG Dynamo/Motor Staßfurt - BSG Grubenlampe Zwickau - BSG Wismut Aue II - SG Dynamo Halle-Neustadt II - BSG Motor Hartha - BSG Wismut Ronneburg | - Bezirk Rostock BSG Schiffahrt/Hafen Rostock - Bezirk Schwerin BSG Post Schwerin II - Bezirk Neubrandenburg ASG Vorwärts Stavenhagen - Bezirk Potsdam BSG Chemie Premnitz II - Ost-Berlin BSG Lokomotive „Erich Steinfurth“ Berlin - Bezirk Frankfurt (Oder) BSG Schichtpresstoffwerk Bernau - Bezirk Magdeburg BSG Post Magdeburg - Bezirk Halle BSG Stahl Frankleben - Bezirk Leipzig BSG Motor Gohlis-Nord Leipzig - Bezirk Cottbus BSG Traktor Sacro - Bezirk Dresden ASG Offiziershochschule Löbau II - Bezirk Karl-Marx-Stadt BSG Motor Schönau BSG Fortschritt Thalheim - Bezirk Erfurt BSG Motor Ruhla - Bezirk Gera BSG Motor Hermsdorf - Bezirk Suhl BSG Traktor Breitungen |

## Modus
In der ersten und zweiten Hauptrunde, die im K.-o.-System ausgespielt wurde, nahmen die Mannschaften aus der Handball-DDR-Liga und qualifizierte Bezirkspokalvertreter teil. In beiden Runden hatten die Bezirksvertreter Heimvorteil gegenüber den DDR-Liga-Mannschaften. Ab der dritten Hauptrunde gab es Hin- und Rückspiele und die zehn Mannschaften aus der Handball-DDR-Oberliga kamen dazu und wurden den Siegern der 2. Hauptrunde zugelost. In der vierten Hauptrunde wurden die fünf bestplatzierten Mannschaften der abgelaufenen Oberligasaison so gesetzt, dass sie nicht aufeinandertrafen. Nach dieser Runde ermittelten dann die letzten fünf Mannschaften in einem Endrunden-Turnier den Pokalsieger.

## 1. Hauptrunde
| Datum            |                                          | Ergebnis    |                                 |
| ---------------- | ---------------------------------------- | ----------- | ------------------------------- |
| Sa 24.09., 16:00 | SG Dynamo Halle-Neustadt II              | 26:27       | BSG Wismut Ronneburg            |
| Sa 01.10., 16:00 | BSG Chemie Premnitz II                   | 18:32       | BSG Chemie Premnitz             |
| Sa 01.10., 16:00 | BSG Motor Schönau                        | 18:21       | BSG Lokomotive RAW Cottbus      |
| Sa 01.10., 16:00 | BSG Stahl Frankleben                     | 21:23       | BSG Einheit Halle-Neustadt      |
| Sa 01.10., 16:00 | ASG Vorwärts Stavenhagen                 | 20:25       | BSG Motor Hennigsdorf           |
| Sa 01.10., 17:00 | BSG Motor Gohlis-Nord Leipzig            | 22:25       | ASG Offiziershochschule Löbau   |
| Do 06.10., 18:00 | SG Stahl Brandenburg/Kirchmöser          | 26:27 n. V. | SC Dynamo Berlin II             |
| Fr 07.10., 11:00 | BSG Post Schwerin II                     | 23:24       | SC Empor Rostock II             |
| Fr 07.10., 11:00 | BSG Schiffahrt/Hafen Rostock             | 18:14       | BSG Motor Stralsund             |
| Fr 07.10., 11:00 | BSG Lokomotive „Erich Steinfurth“ Berlin | 23:28       | SG Lok/Motor Süd-Ost Magdeburg  |
| Fr 07.10., 11:00 | BSG Schichtpresstoffwerk Bernau          | 20:25       | SG Dynamo/Motor Staßfurt        |
| Fr 07.10., 11:00 | BSG Post Magdeburg                       | 19:25       | SC Magdeburg II                 |
| Fr 07.10., 11:00 | BSG Stahl Eisenhüttenstadt               | 22:18       | BSG EAW Treptow                 |
| Fr 07.10., 11:00 | ASK Vorwärts Frankfurt/O. II             | 27:23       | SG Dynamo „Kurt Fischer“ Berlin |
| Fr 07.10., 11:00 | ASG Offiziershochschule Löbau II         | 24:33       | BSG Wismut Aue II               |
| Fr 07.10., 11:00 | BSG Fortschritt Thalheim                 | 16:29       | BSG Motor Hartha                |
| Fr 07.10., 11:00 | BSG Traktor Sacro                        | 22:19       | BSG Grubenlampe Zwickau         |
| Fr 07.10., 11:00 | BSG Motor Hermsdorf                      | 19:25       | SC Leipzig II                   |
| Fr 07.10., 11:00 | BSG Motor Ruhla                          | 17:22       | SG Dynamo Suhl-Mitte            |
| Fr 07.10., 11:00 | BSG Traktor Breitungen                   | 18:30       | BSG Chemie Piesteritz           |

## 2. Hauptrunde
| Datum            |                                | Ergebnis    |                               |
| ---------------- | ------------------------------ | ----------- | ----------------------------- |
| Sa 07.01., 16:00 | SC Empor Rostock II            | 23:24 n. V. | BSG Chemie Premnitz           |
| Sa 07.01., 16:00 | SG Dynamo/Motor Staßfurt       | 24:16       | BSG Motor Hennigsdorf         |
| Sa 07.01., 16:00 | BSG Schiffahrt/Hafen Rostock   | [ H2 1 ]    | BSG Einheit Halle-Neustadt    |
| Sa 07.01., 16:00 | SG Lok/Motor Süd-Ost Magdeburg | 29:20       | SC Magdeburg II               |
| Sa 07.01., 16:00 | SC Dynamo Berlin II            | 31:25       | ASK Vorwärts Frankfurt/O. II  |
| Sa 07.01., 16:00 | BSG Traktor Sacro              | 24:28       | ASG Offiziershochschule Löbau |
| Sa 07.01., 16:00 | BSG Lokomotive RAW Cottbus     | 25:21       | BSG Stahl Eisenhüttenstadt    |
| Sa 07.01., 16:00 | SG Dynamo Suhl-Mitte           | 24:21       | BSG Motor Hartha              |
| Sa 07.01., 16:00 | BSG Chemie Piesteritz          | 28:26 n. V. | SC Leipzig II                 |
| Sa 07.01., 16:00 | BSG Wismut Aue II              | 19:16       | BSG Wismut Ronneburg          |

1. ↑  Schiffahrt/Hafen Rostock kam kampflos weiter

## 3. Hauptrunde
| Datum                        |                                | Gesamt   |                           | Hinspiel | Rückspiel |
| ---------------------------- | ------------------------------ | -------- | ------------------------- | -------- | --------- |
| Di 0.3. April / Sa 14. April | BSG Chemie Premnitz            | 44:65    | SC Magdeburg              | 24:34    | 20:31     |
| Sa 07. April / Sa 14. April  | ASG Offiziershochschule Löbau  | 39:56    | SC Dynamo Berlin          | 23:24    | 16:32     |
| Sa 07. April / Sa 14. April  | BSG Chemie Piesteritz          | 37:54    | ASK Vorwärts Frankfurt/O. | 20:22    | 17:32     |
| Sa 07. April / Sa 14. April  | SC Leipzig                     | 56:39    | SG Dynamo Suhl-Mitte      | 25:14    | 31:25     |
| Sa 07. April / Sa 14. April  | BSG Schiffahrt/Hafen Rostock   | 34:46    | BSG Post Schwerin         | 14:29    | 20:17     |
| Sa 07. April / Sa 14. April  | SC Dynamo Berlin II            | 50:59    | SC Empor Rostock          | 28:29    | 22:30     |
| Sa 07. April / Sa 14. April  | BSG Lokomotive RAW Cottbus     | 46:47    | BSG Wismut Aue            | 23:22    | 23:25     |
| Sa 07. April                 | BSG Wismut Aue II              | [ H3 1 ] | SG Dynamo Halle-Neustadt  | 24:29    | :         |
| Sa 07. April / Di .17. April | SG Dynamo/Motor Staßfurt       | 47:67    | BSG Motor Eisenach        | 28:29    | 19:38     |
| Do 12. April / Sa 14. April  | SG Lok/Motor Süd-Ost Magdeburg | 45:45    | BSG ZAB Dessau            | 24:26    | 21:19     |

1. ↑  Aue II verzichtete auf das Rückspiel
2. ↑  ZAB Dessau zog auf Grund der Auswärtstorregel in die 4. Hauptrunde ein.

## 4. Hauptrunde
| Datum                       |                           | Gesamt |                    | Hinspiel | Rückspiel |
| --------------------------- | ------------------------- | ------ | ------------------ | -------- | --------- |
| Sa 21. April / Mi 25. April | SC Magdeburg              | 62:37  | BSG ZAB Dessau     | 34:17    | 28:20     |
| Sa 21. April / Mi 25. April | ASK Vorwärts Frankfurt/O. | 46:43  | BSG Post Schwerin  | 29:18    | 17:25     |
| Sa 21. April / Mi 25. April | SC Dynamo Berlin          | 46:36  | BSG Wismut Aue     | 25:17    | 21:19     |
| Sa 21. April / Mi 25. April | SC Leipzig                | 44:33  | BSG Motor Eisenach | 29:16    | 15:17     |
| Sa 21. April / Mi 25. April | SG Dynamo Halle-Neustadt  | 47:55  | SC Empor Rostock   | 24:24    | 23:31     |

## Endrunde
Die Endrunde fand vom 2. bis 6. Mai 1984 in der Rostocker Sport- und Kongresshalle statt.

### Spiele
1. Spieltag:
| Datum            |                  | Ergebnis |                           |
| ---------------- | ---------------- | -------- | ------------------------- |
| Mi 02.05., 17:15 | SC Dynamo Berlin | 19:19    | SC Leipzig                |
| Mi 02.05., 18:30 | SC Empor Rostock | 21:18    | ASK Vorwärts Frankfurt/O. |
| Spielfrei:       | SC Magdeburg     |          |                           |

2. Spieltag:
| Datum            |                           | Ergebnis |              |
| ---------------- | ------------------------- | -------- | ------------ |
| Do 03.05., 17:30 | ASK Vorwärts Frankfurt/O. | 17:23    | SC Leipzig   |
| Do 03.05., 18:45 | SC Empor Rostock          | 21:25    | SC Magdeburg |
| Spielfrei:       | SC Dynamo Berlin          |          |              |

3. Spieltag:
| Datum            |                  | Ergebnis |                           |
| ---------------- | ---------------- | -------- | ------------------------- |
| Fr 04.05., 17:30 | SC Magdeburg     | 24:23    | ASK Vorwärts Frankfurt/O. |
| Fr 04.05., 18:45 | SC Dynamo Berlin | 20:24    | SC Empor Rostock          |
| Spielfrei:       | SC Leipzig       |          |                           |

4. Spieltag:
| Datum            |                           | Ergebnis |                  |
| ---------------- | ------------------------- | -------- | ---------------- |
| Sa 05.05., 16:15 | ASK Vorwärts Frankfurt/O. | 30:25    | SC Dynamo Berlin |
| Sa 05.05., 17:30 | SC Leipzig                | 20:23    | SC Magdeburg     |
| Spielfrei:       | SC Empor Rostock          |          |                  |

5. Spieltag:
| Datum            |                           | Ergebnis |                  |
| ---------------- | ------------------------- | -------- | ---------------- |
| So 06.05., 11:00 | SC Leipzig                | 17:20    | SC Empor Rostock |
| So 06.05., 12:15 | SC Magdeburg              | 25:22    | SC Dynamo Berlin |
| Spielfrei:       | ASK Vorwärts Frankfurt/O. |          |                  |

### Abschlusstabelle
| Pl. | Verein                    | Sp. | S | U | N | Tore    | Diff. | Punkte |
| --- | ------------------------- | --- | - | - | - | ------- | ----- | ------ |
| 1.  | SC Magdeburg              | 4   | 4 | 0 | 0 | 097:860 | +11   | 08:0   |
| 2.  | SC Empor Rostock          | 4   | 3 | 0 | 1 | 086:800 | +6    | 06:20  |
| 3.  | SC Leipzig                | 4   | 1 | 1 | 2 | 079:790 | ±0    | 03:50  |
| 4.  | ASK Vorwärts Frankfurt/O. | 4   | 1 | 0 | 3 | 088:930 | −5    | 02:60  |
| 5.  | SC Dynamo Berlin          | 4   | 0 | 1 | 3 | 086:980 | −12   | 01:70  |

### FDGB-Pokalsieger
| 1.                    | SC Magdeburg |
| --------------------- | --- |
| Logo vom SC Magdeburg | - Tor: Wieland Schmidt, Gunar Schimrock - Feldspieler: Jörg Fischer (6/–), Stephan Hauck (17/–), Peter Pysall (7/–), Ingolf Wiegert (26/–), Udo Rothe (24/12), Hartmut Krüger (10/–) , Jörg Brech, Uwe Beye (5/–), Andreas Frank, Heiko Triepel (1/–) – (Tore/7 m) - Trainer: Klaus Miesner |

### Torschützenliste
Torschützenkönig des Endturniers wurde Ingolf Wiegert vom SC Magdeburg mit 26 Toren.
|    | Spieler            | Verein                    | Tore / 7 m |
| -- | ------------------ | ------------------------- | ---------- |
| 1. | Ingolf Wiegert     | SC Magdeburg              | 26 / 0–    |
| 2. | Frank-Michael Wahl | SC Empor Rostock          | 24 / 02    |
| 2. | Detlef Baganz      | SC Dynamo Berlin          | 24 / 05    |
| 2. | Udo Rothe          | SC Magdeburg              | 24 / 12    |
| 5. | Olaf Pleitz        | ASK Vorwärts Frankfurt/O. | 21 / 12    |
| 6. | Rüdiger Borchardt  | SC Empor Rostock          | 20 / 03    |
| 6. | Peter Rost         | SC Leipzig                | 20 / 05    |
| 6. | Axel Vollgold      | SC Leipzig                | 20 / 06    |

## Randnotizen
Zur bestmöglichen Vorbereitung im Hinblick auf die Olympischen Sommerspiele 1984 wurden Anfang März bis zum Abschluss der FDGB-Pokalrunden die Auswahlspieler Holger Winselmann (SC Magdeburg) zum SC Empor Rostock und Stephan Hauck (SC Dynamo Berlin) zum SC Magdeburg delegiert.